# Кузнецово (Щучанський район)
Кузнецо́во (рос. Кузнецово) — присілок у складі Щучанського району Курганської області, Росія. Входить до складу Чумляцької сільської ради.
Населення — 51 особа (2010, 80 у 2002).
Національний склад станом на 2002 рік: росіяни — 95 %.